# Drill ’n’ Bass
Drill ’n’ Bass (kurz für Drill and Bass) ist eine Bezeichnung für ein Musikgenre, die eine besondere Spielart der Elektronischen Musik darstellt, deren Ursprünge im Drum and Bass liegen. Musiker wie Aphex Twin, Squarepusher, Luke Vibert und µ-ziq haben diesen Sound Mitte der 1990er Jahre kreiert.
Das Genre zeichnet sich durch komplexe Rhythmusstrukturen sowie verschachtelte Drum-Programmierung aus. Es unterscheidet sich von Drum and Bass durch eben genau diese größere Komplexität. 
Da die meisten Produzenten von Drill ’n’ Bass auch Intelligent Dance Music (IDM) produzieren bzw. produziert haben, wird Drill ’n’ Bass auch als Subgenre von IDM betrachtet. Die Übergänge zwischen diesen beiden Musikrichtungen sind eher fließend.
Seit 2006 produzieren nur mehr wenige Musiker, wie z. B. The Flashbulb oder Wisp, Drill ’n’ Bass. Andere Musiker wie Venetian Snares oder Xanopticon, deren Musik von Drill ’n’ Bass inspiriert wurde, bezeichnen ihre Weiterentwicklung des Genres als Breakcore.

## Bedeutende frühe Veröffentlichungen (1995)
- AFX: Hangable Auto Bulb EP 1 und 2
- Squarepusher: Conumber EP
- Plug: Plug (Serie von EPs)

## Bedeutende spätere Veröffentlichungen
- µ-ziq: Lunatic Harness  (1997)
- Squarepusher: Feed Me Weird Things (1996)
- Aphex Twin: Richard D. James Album (1996)
- Amon Tobin: Permutation (1998)
- Squarepusher: Big Loada (1997)
- Bogdan Raczynski: Boku Mo Wakaran (1998)